# 韋利峰
韋利峰（英語：Veli Peak），是南極洲的山峰，位於維多利亞地，處於布倫希爾德峰以南1.9公里，屬於阿斯加德山脈的一部分，由新西蘭南極名稱諮詢委員會命名，現時由南極條約體系管理。